# Claridge's
Claridge's è un hotel a 5 stelle situato all'angolo tra le strade Brook Street e Davies Street a Londra. Ha un legame di lunga data con la famiglia reale inglese, motivo per cui ci si riferisce ad esso anche come "l'annesso di Buckingham Palace".
Durante la seconda guerra mondiale, fu sede delle forze del Regno di Jugoslavia in esilio e casa di Pietro II di Jugoslavia.
Fu fondato nel 1812 come Mivart's Hotel.